# Fritz Marguerre
Karl Friedrich „Fritz“ Marguerre (* 17. Februar 1878 in Gent, Belgien; † 13. Oktober 1964 in Baden-Baden) war ein belgisch-deutscher Ingenieur, Erfinder und  Unternehmer.

## Leben
Marguerre wurde 1878 als Sohn des Ingenieurs Karl Marguerre (1842–1915) und dessen Ehefrau Fanny, geb. Kufferath (1850–1885) im belgischen Gent geboren. Er hatte einen älteren Bruder. Seine Eltern stammten aus dem Rheinland. Er studierte Elektrotechnik in Aachen und Karlsruhe. In Aachen wurde er Mitglied des Corps Marko-Guestphalia.
Seine erste Anstellung hatte er als Diplomingenieur ab 1901 bei Brown, Boveri & Cie (BBC). Parallel dazu arbeitete er an seiner Promotion, die er 1903 abschloss.
Nach einer Station in Norwegen kehrte er zurück nach Deutschland und war zuletzt Direktor der von BBC in Mannheim gegründeten Kraftanlagen AG. 1923 übernahm er die Leitung des damals neu gebauten Großkraftwerks Mannheim.
Fritz Marguerre hat in dieser Zeit bedeutende Erfindungen für die Kraftwerkstechnik gemacht. Die zwei wesentlichen sind die Hochdruckeinspeisung mit Zwischenüberhitzung und die Voith-Marguerre-Kupplung. Die Hochdruckspeisung von Turbinen ermöglichte es, den Dampf, nachdem er in einer ersten Stufe (Hochdruckturbine) Druck und Temperatur abgebaut hat, außerhalb der Turbine wieder aufzuheizen (Zwischenüberhitzung) und einer neuen Turbinenstufe (Niederdruckturbine) zuzuführen. Dies erhöht den Wirkungsgrad von Kraftwerken erheblich (Ausbeute von Kohle zu Strom). Mit der Voith-Marguerre-Kupplung und einem Getriebe wurde es möglich, an eine Turbinen-Generatorgruppe, die mit 3000/min dreht (für das 50 Hz-Netz) einen 1000/min-Bahnstromgenerator anzukuppeln und lastgesteuert 16⅔-Hz-Strom für das Bahnnetz zu erzeugen. Die Kupplung arbeitet hydraulisch und kann beliebige Teile der von der Turbine an der Welle bereitgestellten Leistung in das Getriebe weiterleiten. (Ein Teil einer dieser Kupplungen wurde nach der Stilllegung der beiden Bahnstromgeneratoren am Firmensitz von Voith als Schaustück aufgebaut).
Ein weiterer Schritt zur Wirkungsgradsteigerung „seines Kraftwerks“ war die Nutzung von Kraft-Wärmekopplung. Schon in den 1930er Jahren begann die Versorgung von umliegenden Firmen mit sog. Ferndampf.
Marguerre heiratete 1905 in Aachen in 1. Ehe Mathilde geb. Schmalhausen (1869–1933). In 2. Ehe war er seit 1934 mit Olga, geb. Meyrinck (1884–1954) verheiratet. Er hatte drei Söhne, den erstgeborenen Karl Marguerre sowie Wolfgang (geb. 1907) und Ferdinand (geb. 1909).  Sein Enkel ist der Unternehmer und Mäzen Wolfgang Marguerre. Seine Ur-Enkelin ist die Opernsängerin Elenore Marguerre.

## Ehrungen
1952 erhielt der inzwischen habilitierte Professor Fritz Marguerre das Bundesverdienstkreuz (Steckkreuz) und ein Jahr später das Große Verdienstkreuz. 1954 wurde ihm die Ehrenbürgerwürde der Stadt Mannheim verliehen.